# Força de Prats
La Força de Prats és una fortificació de Prats i Sansor (Cerdanya) declarada bé cultural d'interès nacional.

## Descripció
El castell de Prats es troba en una elevació de poca alçada dins del nucli de població. Se'n conserven molt pocs vestigis: un mur atalussat i altres restes de murs.

## Història
A la concòrdia entre Nunyo Sanç, comte de Rosselló i Roger Bernat, comte de Foix, feta el 8 de setembre de 1233 hi ha esment de la "forcia de Pratis", la qual restava pel comte Nunyo i progènie, però amb la condició que aquests no podien millorar-la. El 1271 Galceran de Pinós arrendà els rèdits que percebia de Prats. Tant el fogatjament del 1365-1370 com en dates posteriors, Prats es presenta com a lloc reial. Als segles xiii i xiv aquest castell representà un important paper en els fets històrics d'aquests territoris.